# Legionellaceae
Famille
Genres de rang inférieur
- Legionella
- Fluoribacter
- Tatlockia

Les Legionellaceae sont une famille de protéobactéries (Pseudomonadota), des bactéries à Gram négatif. Cette famille est monotypique : on n'en connaît qu'un genre, Legionella, des bactéries intracellulaires facultatives, pathogènes pour l'homme.

## Description
Les Legionellaceae sont, avec les Coxiellaceae, une des deux familles de bactéries appartenant à l'ordre des Legionellales. Cette famille ne contient actuellement qu'un seul genre, les Legionella.
Les Legionella provoquent la maladie du légionnaire, et la fièvre de Pontiac,,.
Les Legionellaceae sont des bacilles à Gram négatif, de 0.3 à 0.9 µM de largeur et de 2 à 20 µM de longueur. Ils ne sporulent pas et ne forment pas de microcystes. La plupart des espèces sont mobiles par le moyen d'un à plusieurs flagelles latéraux ou polaires. Pour leur croissance, ces bactéries sont aérobies et nécessitent de la L-cystéine et des sels de fer. Ces bactéries sont catalase positives et oxydase négative (ou faiblement positives).

## Taxonomie
Cette famille a été décrite en 1979 par Brenner et al. lors de la description du genre Legionella. Les Legionellaceae ont compté jusqu'à trois genres bactériens en même temps avec la description des genres Fluoribacter et Tatlockia en 1980 qui sont devenus des synonymes de Legionella. En 2005, l'appartenance à cette famille à l'ordre des Legionellales est validé dans la liste de validation n°106,.